# Willibaldverlag
Der Willibaldverlag ist ein Verlag im oberbayerischen Eichstätt.
Der Verlag steht im Eigentum des katholischen Bistums Eichstätt.
Er gibt die Kirchenzeitung im Bistum Eichstätt heraus. Diese hatte früher den Namen Willibaldsbote und ist im Volksmund auch noch als solcher bekannt.
Das Gesangbuch „Gotteslob“ von 1975 des Bistums Eichstätt und seine Auflagen wurde vom Willibaldverlag herausgegeben. Für das aktuelle Gotteslob hat der Regensburger Friedrich Pustet KG diese Aufgabe übernommen. Auch die beiden Bücher Maiandachten verlegt der Verlag für das Bistum.

## Geschichte
Der Willibaldverlag wurde als Verlag Kirchenzeitung für das Bistum Eichstätt Gesellschaft mit beschränkter Haftung 1934 gegründet.
Im April 2012 wurde die Buchhandlung Brönner & Daentler als Dom- und Universitätsbuchhandlung St. Willibald GmbH übernommen. Drei Jahre zuvor war der Verlag insolvent und der Insolvenzverwalter löste die Buchhandlung heraus.